# 白湖的西里尔
白湖的圣西里尔（俄语：Кирилл Белозерский，1337年-1427年），本名科济马（Козьма），是俄罗斯正教会的一名修士、僧人以及典院。他生于莫斯科，出自韦利亚米诺夫家族。因幼年丧失双亲，他被寄养在族人波雅尔季莫费·瓦西里耶维奇·韦利亚米诺夫和德米特里·顿斯科伊的朝廷周围。后因厌弃世俗而出家于西蒙诺夫修道院，在圣提奥多尔（后为罗斯托夫大主教）门下发誓为修士，取名西里尔，又在后来的斯摩棱斯克主教米哈伊尔之下修行。当圣谢尔盖造访了他所在的修道院，西里尔立即前往拜访并得到了他的指点。他在修道院厨房苦修了九年，晋升至修士司祭的神品。1390年，西里尔担任修道院掌院司祭。之后，在向圣母圣像诵读弗坐词时，西里尔听到了声音，指引他去白湖。1397年，随着慕名而来的修道者日益增加，他建立了一座圣母安息教堂。西里尔订立了严格的修道清规，比如在教堂、餐厅时禁止言谈，居室内除了圣像和书以外别无他物等等。一位叫罗曼的波雅尔向他的修道院捐赠了一整个村子，西里尔拒绝了。儒略历1427年6月9日，西里尔逝世。他的最后一场事奉圣礼是在五旬节的圣三主日。约在1447年至1448年，西里尔被封圣。他的瞻礼日是儒略历6月9日。